# Gladbrook
Gladbrook est une ville du comté de Tama dans l'État de l'Iowa, aux États-Unis. Sa population s'élève à 945 habitants d'après le recensement de 2010.

## Évolution démographique

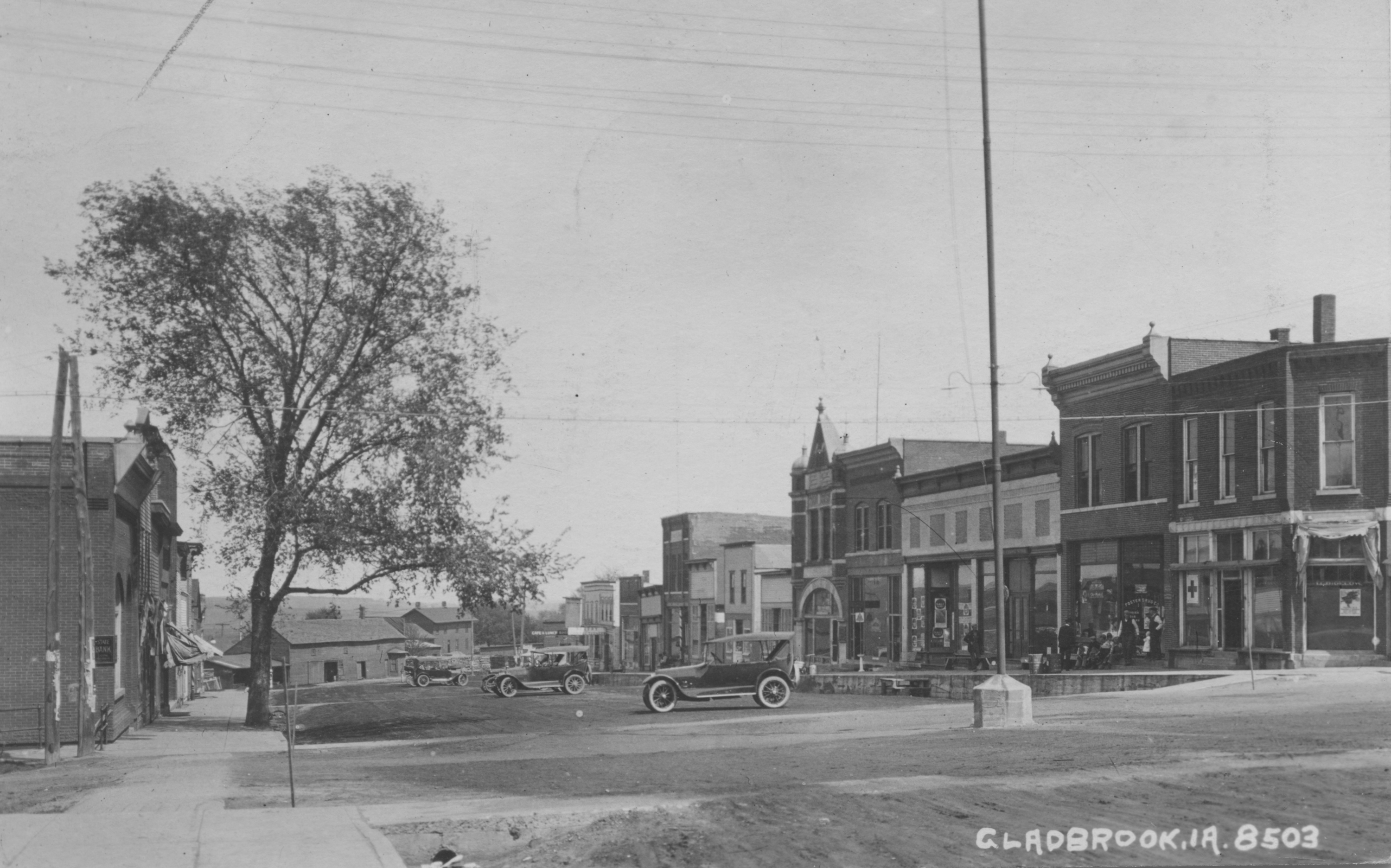
Rue Main, 1920

| Année | Population |
| ----- | ---------- |
| 1890  | 556        |
| 1900  | 842        |
| 1910  | 869        |
| 1920  | 961        |
| 1930  | 891        |
| 1940  | 945        |
| 1950  | 862        |
| 1960  | 949        |
| 1970  | 961        |
| 1980  | 970        |
| 1990  | 881        |
| 2000  | 1 015      |
| 2010  | 945        |

## Source
- (en) Cet article est partiellement ou en totalité issu de l’article de Wikipédia en anglais intitulé « Gladbrook, Iowa » (voir la liste des auteurs).